# Стани Ибар водо
Стани Ибар водо је српска староградска песма аутора Драгише Недовића.